# Matthieu Blazy
Matthieu Blazy (nascido em 1984) é um estilista de moda franco-belga. Ele é o diretor criativo da Chanel. De 2021 a 2024, foi diretor criativo da Bottega Veneta.  

## Infância e educação
Blazy cresceu em Paris. Seu pai era ummm especialista em arte e sua mãe uma historiadora e pesquisadora.  Ele tem um irmão mais velho que é piloto de avião e uma irmã gêmea que trabalha em Cingapura. 
Durante o ensino médio, Blazy frequentou o Pangbourne College por um ano.  Ele se formou na escola de moda La Cambre em Bruxelas; sua coleção de graduação foi sobre Claudie Haigneré.  Ele fez estágios na Balenciaga e na John Galliano. 

## Carreira
Raf Simons foi membro do júri da coleção de pós-graduação de Blazy e o contratou na hora.  Blazy trouxe padrões geométricos mais ousados para as coleções de Simons. 
Em 2011, Blazy tornou-se designer na Maison Margiela, numa época em que a equipe de design era anônima, e onde ele experimentou técnicas avançadas de colagem.  Em julho de 2014, Suzy Menkes da Vogue revelou Blazy após a apresentação da coleção Artisanal de Margiela que ele havia desenhado, afirmando que "você não pode manter tal talento em segredo".   Ele então desenhou a máscara incrustada de Ye usada por Kanye West durante a turnê Yeezus de 2013. 

### Bottega Veneta, 2020–2024
Em 2020, Blazy se tornou diretor de design de prêt-à-porter na Bottega Veneta. Em novembro de 2021, foi nomeado diretor criativo da Bottega Veneta.  Blazy trouxe um estilo de gestão inclusivo ("igualitário" de acordo com Anne Collier ), reduziu a equipe de design e envolveu os artesãos no processo criativo.  Ele introduziu as calças de couro denim trompe-l'œil (2021),  as bolsas de tecido intrecciato Kalimero (2022)  e Andiamo (2023),  e os chinelos de couro tricotado (2023).  Ele foi apelidado de "Mágico de Milão" por Vanessa Friedman.  Em setembro de 2023, a marca inaugurou sua flagship store em Paris, na avenue Montaigne, a primeira projetada por Blazy.  Como parte de suas funções, ele desenhou os figurinos da Bienal de Dança de Veneza. 
Em dezembro de 2024, a Bottega Veneta anunciou a saída de Blazy. 

### Chanel
Em dezembro de 2024, Blazy foi nomeado diretor criativo da Chanel. 